# Eleições legislativas portuguesas de 1856
As eleições legislativas portuguesas de 1856 foram realizadas no dia 9 de novembro.

## Partidos
Os partidos que tiveram deputados eleitos foram os seguintes:
| Partido | Partido           |
| ------- | ----------------- |
|         | Partido Histórico |
|         | Regeneradores     |
|         | Miguelistas       |

## Resultados
| ↓                 |               |             |
| 116               | 41            | 5           |
| Partido Histórico | Regeneradores | Miguelistas |

| Partido | Partido           | %            | +/-         | Deputados   | +/-         |             |
| ------- | ----------------- | ------------ | ----------- | ----------- | ----------- | ----------- |
|         | Partido Histórico | 72,0 / 100,0 | 50          | 116 / 162   | 94          |             |
|         | Regeneradores     | 25,0 / 100,0 | 53          | 41 / 162    | 80          |             |
|         | Miguelistas       | 3,0 / 100,0  | Novo        | 5 / 162     | Novo        |             |
| Fonte   | Fonte             | [ 1 ] [ 2 ]  | [ 1 ] [ 2 ] | [ 1 ] [ 2 ] | [ 1 ] [ 2 ] | [ 1 ] [ 2 ] |

### Gráfico
| Gráfico dos resultados | Gráfico dos resultados | Gráfico dos resultados | Gráfico dos resultados | Gráfico dos resultados |
| ---------------------- | ---------------------- | ---------------------- | ---------------------- | ---------------------- |
|                        |                        |                        |                        |                        |
| Partido Histórico      | Partido Histórico      |                        | 72%                    | 72%                    |
| Regeneradores          | Regeneradores          |                        | 25%                    | 25%                    |
| Miguelistas            | Miguelistas            |                        | 3%                     | 3%                     |